# یونگچن لامو
یونگچن لامو (به تبتی: དབྱངས་ཅན་ལྷ་མོ، lhamo به معنی "الهه آواز") خواننده و ترانه‌سرای تبتی ساکن ایالات محده است. او در سال ۱۹۹۵ برنده جایزه ARIA برای بهترین آلبوم موسیقی جهان شد و سپس توسط کمپانی ریل ورلد رکوردز پیتر گابریل امضا شد.
نام لامو به معنای «الهه آواز» (lhamo) است که یک راهب بودایی در بدو تولد به او داد.
لهامو در سال ۱۹۸۹ تبت را به مقصد دارمسالا برای زیارت ترک کرد. او از این طریق الهام گرفت تا از طریق موسیقی خود به شهرت جهانی دست یابد. او در سال ۱۹۹۳ به استرالیا نقل مکان کرد، سپس در سال ۲۰۰۰ به شهر نیویورک رفت.
اولین آلبوم استرالیایی لامو، نیایش تبتی، تهیه‌شده توسط جان پریور، جایزه ARIA را برای بهترین آلبوم موسیقی جهانی در سال ۱۹۹۵ به خود اختصاص داد. موفقیت این اثر منجر به امضای قرارداد شرکت ریل ورلد رکوردز پیتر گابریل با او شد. اولین آلبوم او با این شرکت به نام تبت، تبت، عمدتاً شامل بازخوانی‌های کاپلا از آهنگ‌های اصلی - دعاها و آهنگ‌های بودایی تبتی اصیل است. ضبط بعدی او، بازگشت به خانه، همکاری با تهیه‌کننده‌ای به نام هکتور زازو بود که صدای او را به نمایش گذاشت و همچنین شامل آوازخوانی راهبان تبتی، طیف وسیعی از سازهای غربی عمدتاً مدرن و مزیت ضبط چندآهنگی بود که صدای لامو را به صورت لایه‌لایه ضبط می‌کرد.
طبق گزارش Times Herald Record، لامو تورهای گسترده‌ای در حداقل ۷۰ کشور داشته‌است و در این تورها ترکیبی از آهنگ‌های خودش و آوازهای سنتی بودایی و مانتراها را بر روی صحنه اجرا. او با هنرمندان دیگری از جمله ناتالی مرچنت، پیتر گابریل، آنی لنوکس، بیلی کورگان، و بونو اجرا و ضبط کرده‌است. ضبط‌های لامو در فیلم هفت سال در تبت و بسیاری از مستندهای تبتی استفاده شده‌است. او در مکان‌هایی مانند تالار رویال فستیوال لندن، تالار کارنگی شهر نیویورک، و تالار فیلارمونیک برلین اجرا داشته‌است. او همچنین در جشنواره لیلیت فر شرکت کرده و به عنوان عضوی از جشنواره‌های موسیقی جهانی WOMAD به برگزاری تورهای جهانی پرداخته‌است.
در نوامبر ۲۰۰۷، لامو در یک اثر رقص خاص به نام "Walking The Line" توسط طراح رقص آمریکایی بیل تی جونز در موزه لوور پاریس به عنوان همراه به اجرا پرداخت. این اجرا که با تکنوازی کوبه‌ای فلورنت جودلت نیز همراه بود، در فضایی به طول ۳۰۰ فوت که از مجسمه میکل آنژ، برده در حال مرگ، اجرا شد و اجراکنندگان تا پای پلکان منتهی به مجسمه پیروزی بالدار ساموتراس پایین آمدند و در آنجا اجرای خود را پایان دادند.
پنجمین آلبوم لامو به نام تایاتا (در تبتی به معنای «این چنین است») در ژوئن ۲۰۱۳ توسط کمپانی کانتالوپ میوزیک منتشر شد. او در این آلبوم با پیانیست روسی آنتون باتاگوف همکاری کرد.
او حتی با بیماران اعصاب و روان و نیز افزاد بی‌خانمان نیز کار کرده‌است و به آنها کمک کرده تا صدای خود را پیدا کنند.